# Conophytum truncatum
Conophytum truncatum es una especie de planta suculenta perteneciente a la familia Aizoaceae. Es originaria del sur de África.

## Descripción
Se compone de un par de hojas suculentas fundidas que se absorben y se regeneran cada año. Tienen un sistema de raíces filamentosas muy rudimentaria, y la capacidad de producir una, a veces dos, flores pequeñas en un año.  Es muy variable en su forma, color y marcas, que van desde pequeñas a grandes (4-5 mm hasta 25 mm de diámetro),  fuertemente manchadas o rayadas, y de color verde intenso a  color gris verdoso o tener una coloración rojiza. Las pequeñas flores son nocturnas y por lo general de color blanco o  amarillo.

## Distribución
Están distribuidas por el sur de África (las tres provincias del Cabo) y en el sur de Namibia. 

## Taxonomía
Conophytum truncatum fue descrita por (Thunb.) N.E.Br. y publicado en The Gardeners' Chronicle & Agricultural Gazette III, 71: 261. 1922.
Etimología
Conophytum: nombre genérico que deriva de las palabras griegas: κωνος (cono) = "cono" y φυτόν (phyton) = "planta".
truncatum: epíteto latino que significa "truncada, cortada".
Variedades
- Conophytum truncatum var. truncatum N.E. Br.
- Conophytum truncatum subsp. viridicatum (N.E.Br.) S.A.Hammer
- Conophytum truncatum var. wiggettiae (N.E.Br.) Rawé

Sinonimia
| - Conophytum albertense (N.E.Br.) N.E.Br. - Conophytum brevitubum Lavis - Conophytum cibdelum N.E.Br. - Conophytum morganii Lavis - Conophytum multipunctatum Tischer - Conophytum orientale L.Bolus - Conophytum parvipunctum Tischer - Conophytum peersii Lavis - Conophytum purpusii (Schwantes) N.E.Br. - Conophytum renniei Lavis | - Conophytum spirale N.E.Br. - Conophytum stegmannianum L.Bolus - Conophytum steytlervillense Tischer - Conophytum subglobosum Tischer - Conophytum translucens N.E.Br. - Conophytum truncatellum (Haw.) N.E.Br. - Conophytum wagneriorum Schwantes - Mesembryanthemum albertense N.E.Br. - Mesembryanthemum purpusii Schwantes - Mesembryanthemum truncatum Thunb. |